# 서포 김만중 영정
서포 김만중 영정(西浦 金萬重 影幀)은 대전광역시 동구 중동에 있는, 조선시대의 김만중 선생의 영정이다. 2001년 10월 26일 대전광역시의 문화재자료 제48호로 지정되었다.

## 개요
《구운몽(九雲夢)》 과 《사씨남정기(謝氏南征記)》를 지은 우리나라 소설문학의 선구자인 서포 김만중(1637∼1692) 선생의 영정이다.
선생은 문과에 장원급제한 이후 공조판서와 대제학을 지냈으며, 귀양간 때를 제외하고는 어머니 곁을 떠난 적이 없는 효자이기도 하다.
이 영정은 원본을 보고 다시 그린 이모본(移模本)으로, 본래 영정은 서화에 능한 조카 죽천(竹泉) 김진규(金鎭圭, 1658∼1716)가 그렸다고 전한다.
정면관에 야인 차림을 하고 양손은 소매 안에서 마주 잡고 있는 자세를 취하고 있는 18세기 초엽의 양식으로 원본에 충실한 이모본이다.

## 같이 보기
- 김만중

## 참고 자료
- 서포김만중영정 - 국가유산청 국가유산포털